# Chris Pattishall
Chris Pattishall (* um 1990) ist ein US-amerikanischer Jazzmusiker (Piano, Arrangement, Fender Rhodes, Synthesizer, Komposition). Laut The New York Times hat er eine direkte Beziehung zur Jazztradition.

## Leben und Wirken
Chris Pattishall erwarb den Bachelor of Arts in Jazz-Studien (Magna cum laude) an der Florida State University und einen M.M. in Jazz Performance an der William Paterson University. Unterricht hatte er bei Harold Mabern, Mulgrew Miller, Marcus Roberts und Gary Kirkpatrick. Er erhielt den ASCAP Young Jazz Composer’s Award und nahm am Betty Carter Jazz Ahead Programm des Kennedy Centers und am Young Artist Program des Ravinia Festival Stean teil. Daneben arbeitete in der N Yoker Jazzszene; erste Aufnahmen entstanden um 2012 mit dem  Schlagzeuger Alex Snydman (Fortunate Action). In den folgenden Jahren wirkte er u. a. bei Aufnahmen von David Detweiler, Roxy Coss, Jamison Ross, Shareef Clayton,  Jonathan Saraga (Journey to a New World) und Rafiq Bhatia mit. Im Bereich des Jazz war er laut Tom Lord zwischen 1972 und 2019 an fünf Aufnahmesessions beteiligt. Überdies trat er im New Yorker Jazzclub Smalls auf, u. a. mit Yasushi Nakamura, Benny Bennack und Barry Stephenson. Des Weiteren spielte er im Laufe seiner Karriere auch mit Musikern wie Wynton Marsalis, Jon Hendricks, Jimmy Heath, Donald Byrd, George Coleman, Billy Hart, Jamey Aebersold, Wycliffe Gordon, Fred Wesley, Steve Wilson, Steve Nelson, Billy Kilson, Bucky Pizzarelli und Russell Malone. Gemeinsam mit dem Pianisten Samora Pinderhughes komponierte er auch die Musik für den Dokumentarfilm Going to Mars: The Nikki Giovanni Project von Michèle Stephenson und Joe Brewster.
Pattishall arbeitete als Musikpädagoge privat und an der William Paterson University. 2021 legte Pattishall (begleitet von Trompeter Riley Mulherkar, Saxophonist Reuben Fox, Bassist Marty Jaffe und Schlagzeuger Jamison Ross) sein Album Zodiac vor, eine Adaptation von Mary Lou Williams’ Zodiac Suite von 1945.